# Associazione dei club europei
L'Associazione dei club europei, in sigla ECA, è un organismo che rappresenta le società calcistiche a livello europeo. Lo scopo della ECA è quello di proteggere e di promuovere il calcio dei club europei.

## Storia
La ECA nasce in sostituzione della G-14, organizzazione disciolta nel gennaio 2008 nonché del Forum dei club europei UEFA gestito da Karl-Heinz Rummenigge, noto come l'European Club Forum, e viene istituita ufficialmente con la firma del memorandum d'intesa tra la UEFA e la ECA il 21 gennaio 2008. Alla prima assemblea generale della ECA tenutasi il 7-8 luglio 2008 presso la sede della UEFA a Nyon in Svizzera, Karl-Heinz Rummenigge è stato ufficialmente nominato il presidente della ECA.
L'Associazione dei club europei ha adottato una struttura organizzativa e un processo di selezione simili a quelli su cui si basava il Forum dei club europei, composto da 102 membri eletti ogni due anni.
Il 19 aprile 2021, in seguito al progetto di una Superlega calcistica europea (poi abortito sul nascere), tre club, (Juventus, Barcellona e Real Madrid) sono usciti dall'associazione; contestualmente anche il presidente dell'ECA Andrea Agnelli, presidente della Juventus, ha rassegnato le dimissioni. Due giorni dopo Nasser Al-Khelaïfi, presidente del Paris Saint-Germain, viene eletto come nuovo presidente dell'ECA, dopo che il 20 aprile lo stesso Al-Khelaïfi e Karl-Heinz Rummenigge, già presidente onorario dell'associazione, erano stati indicati come membri del Comitato Esecutivo dell'UEFA in quota ECA.

## Struttura
Dopo la sua costituzione nel gennaio del 2008, è stato convenuto che la ECA e i suoi 16 membri fondatori sarebbero stati rappresentati da un comitato transitorio fino alla prima assemblea generale; alla fine della stagione sportiva, sì sono svolte le elezioni del comitato esecutivo. È stato convenuto che, oltre ai quattro rappresentanti nominati dal Comitato esecutivo per il consiglio strategico del calcio professionistico UEFA (PFSC), il Comitato della ECA sarà composto da undici membri. II compito dell'associazione era inoltre quello di assicurare la metà dei membri del Comitato UEFA "Competizioni per club".
All'inizio del mandato 2013-15, l'Associazione dei club europei rappresentava 214 club, di cui 105 membri ordinari, 109 membri associati e almeno un club per ciascuna delle 53 federazioni UEFA. Il numero esatto dei club membri ordinari delle singole federazioni viene determinato ogni due anni al termine della stagione sportiva, sulla base del ranking delle federazioni UEFA, basandosi sulla seguente regola:
| Posizione della federazione nel ranking UEFA | Numero club membri ordinari ECA |
| da 1 a 3                                     | 5                               |
| da 4 a 6                                     | 4                               |
| da 7 a 15                                    | 3                               |
| da 16 a 28                                   | 2                               |
| da 29 a 53                                   | 1                               |

Con il completamento dell'assemblea generale nel settembre 2013, i membri del Comitato esecutivo erano i seguenti: Karl-Heinz Rummenigge (Bayern Monaco), Umberto Gandini (Milan), Sandro Rosell (Barcellona), Evgeni Giner (CSKA Mosca), Ivan Gazidis (Arsenal), Pedro López Jímenez (Real Madrid), Andrea Agnelli (Juventus), Jean-Michel Aulas (Olympique Lione), Diogo Brandão (Porto), Theodoros Giannikos (Olympiacos), Edwin van der Sar (Ajax), Michael Verschueren (Anderlecht), Jakub Otava (Sparta Praga), Zoran Mamić (Dinamo Zagabria) e Ausrys Labinas (Ekranas).
I club che non qualificano come membri ordinari dell'ECA in base alla loro posizione nel ranking UEFA ma che avevano vinto almeno cinque trofei in competizioni organizzate dalla confederazione vengono comunque designati.
Nell'Associazione dei club europei rientra una serie di soggetti, compresi gruppi di lavoro, comitati e gruppi di esperti. Essi si presentano nel modo seguente:

### Gruppi di lavoro
Fin dall'inizio dell'esistenza della ECA, i gruppi di lavoro costituivano la pietra angolare della struttura organizzativa dell'associazione. Essi forniscono il sostegno e la consulenza al comitato esecutivo della ECA nonché ai suoi rappresentanti che partecipano ai comitati o ai gruppi di lavoro al livello della UEFA, FIFA e dell'Unione Europea. La loro partecipazione è fondamentale e strategica per l'organizzazione. Inoltre, essi conducono riunioni dei membri e sono responsabili della comunicazione all'interno dell'associazione durante le discussioni riguardanti questioni fondamentali nonché nuove sfide e opportunità. Tutti i gruppi di lavoro sono composti sia dai membri ordinari sia dai membri associati provenienti dalle quattro categorie. Ai cinque gruppi di lavoro della ECA appartengono: Gruppo di lavoro per le competizioni, Gruppo di lavoro per la finanza, Gruppo di lavoro per le relazioni istituzionali, Gruppo di lavoro per il marketing e la comunicazione e il Gruppo di lavoro per la gioventù.

### Gruppi di esperti
Così come i gruppi di lavoro, anche i comitati e i gruppi di esperti costituiscono il sostegno del comitato esecutivo dell'Eca e sono costituiti da esperti provenienti da club membri. I membri di ogni gruppo e comitato vengono nominati dal comitato esecutivo della ECA e fungono da organi consultivi. Attualmente, la ECA comprende i seguenti gruppi di esperti e comitati: Gruppo consultivo giuridico, Gruppo sindacale, Gruppo per il fair play finanziario, Comitato per il dialogo sociale e Comitato per il calcio femminile.

### Presidenti
| Periodo   | Presidente            |
| --------- | --------------------- |
| 2008-2017 | Karl-Heinz Rummenigge |
| 2017-2021 | Andrea Agnelli        |
| 2021-     | Nasser Al-Khelaïfi    |

## Realizzazioni
In conformità con il memorandum d'intesa firmato dalla UEFA nel 2008, l'Associazione dei Club Europei è stata riconosciuta come un'organizzazione indipendente che rappresenta gli interessi dei club nell'ambito europeo. In base all'accordo, la UEFA ha accettato di stanziare ogni quattro anni un importo derivato dalle entrate dal Campionato Europeo per la federazione e per le società che hanno contribuito al successo dell'evento. L'importo di destinazione da trasferire per l'Euro 2008 è di 43,5 milioni di euro (62,8 milioni di dollari), con i pagamenti di circa 4 000 euro effettuati in base alla regola "al giorno per ogni giocatore al torneo". Si prevede inoltre di stabilire una serie di impegni per i club da parte della UEFA e della FIFA, compresi i contributi finanziari per la partecipazione dei giocatori nel Campionato Europeo e nel Campionato Mondiale, soggetti all'approvazione dei rispettivi organi.
Il 22 marzo 2012 la ECA e la UEFA hanno firmato un memorandum d'intesa relativo al periodo 2012-2018, in occasione del XXXVI Congresso Ordinario UEFA. Il memorandum è stato firmato dal Presidente Karl-Heinz Rummenigge e dal Presidente della UEFA Michel Platini. Il suo obiettivo è quello di aprire nuovi orizzonti per un proficuo rapporto tra squadre europee e l'organo di gestione del calcio in Europa, che mira a contribuire ad un migliore equilibrio tra il calcio nazionale e il calcio dei club. Il nuovo accordo sostituisce l'accordo del 2008 ed è rimasto in vigore fino al 30 maggio 2018. Gli aspetti fondamentali del nuovo accordo sono i seguenti:

### Calendario competizioni internazionali
Il calendario delle competizioni internazionali, l'argomento chiave delle discussioni, prevede lo svincolamento obbligatorio dei rappresentanti dei paesi dai loro club nei tempi previsti. Il calendario delle competizioni internazionali per gli anni 2014-18 si basa su una specifica proposta elaborata dalla ECA ed è stato costituito grazie all'impegno di un gruppo di lavoro speciale composto dai rappresentanti della ECA, EPFL, FIFPro e della UEFA. Le raccomandazioni formulate dal gruppo di lavoro e approvate dalla FIFA, offrono un sistema più equilibrato di nove doppi incontri nel corso dei due anni, senza singole partite amichevoli.

### Assicurazione degli stipendi dei giocatori
Il programma di protezione Club, originariamente introdotto a scapito della UEFA che doveva coprire l'EURO 2012 in Polonia e in Ucraina è stato acquisito e finanziato dalla FIFA dopo la sua approvazione da parte del Congresso FIFA a Budapest nel maggio 2012. Attualmente, il programma riguarda tutti i club i cui giocatori partecipano nelle competizioni della nazionale presenti nel Calendario delle Competizioni Internazionali tra cui l'obbligo della FIFA di assicurare il torneo di calcio alle Olimpiadi. Il Programma di Protezione dei Club prevede una compensazione per i club nel caso in cui un giocatore che gioca per la squadra nazionale subisca delle lesioni fisiche a seguito di un incidente e che lo esclude temporaneamente dalle attività sportive. I giocatori vengono assicurati per un periodo massimo di un anno. L'assicurazione entra in vigore dopo 28 giorni (= giorno di lesione + 27 giorni) per un importo massimo di 7 500 000 euro.

### Distribuzione dei profitti provenienti dall'EURO
In conformità con il memorandum d'intesa tra la ECA e la UEFA del 2008, il Comitato Esecutivo UEFA ha deciso di accantonare le riserve di 43,5 milioni di euro per la UEFA EURO 2008 in Svizzera e in Austria, e 55 milioni di euro per la UEFA EURO 2012 in Polonia e in Ucraina. Dopo il rinnovo del memorandum d'intesa, i profitti per i club che hanno svincolato i calciatori per la UEFA EURO 2012 in Polonia e in Ucraina sono saliti fino a 100 milioni di euro. Questo importo sarà ulteriormente aumentato fino a 150 milioni di euro per la UEFA EURO 2016 in Francia. In considerazione dei benefici superiori ricevuti dai club, la UEFA e la ECA hanno elaborato un nuovo meccanismo per la ripartizione degli utili.
Il suo obiettivo principale è quello di stabilire un sistema giusto ed equo, la garanzia delle entrate maggiori per tutti i club rispetto ai tornei precedenti nonché l'assicurazione dei diritti di partecipazione agli utili per la maggiore quantità dei club. Per la UEFA EURO 2012 in Polonia e in Ucraina, la somma totale di 100 milioni di euro è stata così suddivisa: il 60% per il torneo finale e il 40% per la fase di qualificazione. Grazie a questo nuovo meccanismo di distribuzione i 578 club iscritti hanno ricevuto dei compensi adeguati dalla UEFA per lo svincolamento di giocatori alle partite di qualificazione nonché per il torneo finale. Si tratta di un aumento significativo rispetto alla UEFA EURO 2008, dopo il quale soltanto 181 squadre hanno ricevuto benefici finanziari.

### Gestione
Infine, un nuovo memorandum d'intesa ha rafforzato il contributo dei club nel processo decisionale della UEFA. In futuro, tutti i voti dei club sono da tenere pienamente in considerazione. Inoltre non verrà presa nessuna decisione che riguarda in modo diretto il club senza il suo preventivo consenso. I rappresentanti della ECA vengono nominati dal Comitato Esecutivo del Comitato UEFA Competizioni per Club e del Consiglio Strategico del Calcio Professionistico UEFA.

## Pubblicazioni
- Il rapporto della Responsabilità Sociale e Comunità
- Bollettino Legislativo ECA
- Rapporto ECA sulle Accademie dei Giovani in Europa